# Средно училище „Емилиян Станев“ (Велико Търново)
Средно училище „Емилиян Станев“ е средно училище във Велико Търново. То обединява предучилищна група, начално училище, прогимназия и гимназия.

## Актуално образователно ниво
Училището има паралелки по Информационни технологии, Музика, Графичен дизайн и Английски език.
Училището е с авторитет и традиции в старопрестолния град. Имаме обновена материална база, а обучението е на високо ниво.

## История
В своето съществуване училището създава богати и трайни традиции, предавани от поколение на поколение. Корените на тези традиции откриваме в далечната 1982 г. През 1985 година училището е официално открито.
Още със създаването училището става базов център на Великотърновския университет и школа за обучение на бъдещите педагози. Училищната библиотека разполага с разнообразна художествена, научна литература и печатни издания. Изградени са 8 добре оборудвани компютърни кабинета с достъп до интернет.

## Патрон на училището
Училището носи името на известния български писател Емилиян Станев. Псевдоним на Никола Стоянов Станев. Роден е във Велико Търново на 28 февруари 1907 г. От 1922 г. семейството му се преселва в Елена; там учи в гимназията. След 1928 г. известно време учи живопис при проф. Цено Тодоров, след това следва финанси и кредит. От 1932 до 1944 г. работи като чиновник в Столична община, а след това е управител на ловно стопанство в Ловешка област. През втората половина на четиридесетте години Емилиян Станев се отдава изцяло на творческа работа. Известно време завежда отдел „Белетристика“ на в. „Литературен фронт“ (1950 – 1955), избран е за депутат в Народното събрание. През 1974 г. е избран за академик.
Сътрудничи на литературния печат от 1931 г., най-напред с кратки разкази. Още през тридесетте години се утвърждава като една от големите надежди на българската белетристика, сътрудничи на „Златорог“, „Изкуство и критика“, „Българска мисъл“, „Литературен глас“, „Дъга“, и др. Първата му книга „Примамливи блясъци“ излиза през 1938 г. Още в тая книга са включени два разказа – „През зимата“ и „Пролетни стремежи“, те утвърждават Ем. Станев като изключително оригинален и ненадминат анималист в българската литература.
Следващите сборници с разкази за животни – „Сами“ (1940) и „Вълчи нощи“ (1943) – закрепват тази репутация на Емилиян Станев. Той получава признание не само в България, но и в съседните страни, и в Европа. През 1948 г. се появява известната му повест „Крадецът на праскови“. От това време до средата на шестдесетте години Емилиян Станев работи върху големия си роман „Иван Кондарев“, а след това върху „Антихрист“. Автор е на много разкази, повести, сборници за деца („През води и гори“, „Лакомото мече“, „Повест за една гора“ и др.). Емилиян Станев умира в София на 15 март 1979 г.

## Училищна сграда
Нахождението му може да се установи от интерактивната карта в раздел контакти на училищния сайт. Там се намира информация за директора и помощник директорите – техните имена, електронна поща и телефони. Според образеца за 2012 година учениците са 1055. В полуинтернатни групи след обяд са 226 ученика.
Сградата има обща застроена площ 4100 квадратни метра. Понеже училището е на 4 етажа, общата разгъната застроена площ е 13 820 m². Зелените площи са 3500 m².

## Материална база
Училището разполага със собствена сграда с обновена дограма и парно отопление, открита спортна площадка в двора, два физкултурни салона, 7 компютърни кабинета с интернет и 1 специализиран компютърен кабинет за музиканти, актова зала за провеждане на празници и репетиции на танцовите състави, басейн, столова и занималня за учениците.

## Постижения
На 18 април 2012 г. в СУ „Ем. Станев“ бе открито третото в България училище за изкуство и културен диалог в България „Икуо Хираяма“.